# Freedom! '90
Pour les articles homonymes, voir Freedom.
Singles de George Michael
Waiting for That Day
(1990) Heal the Pain (en)
(1991)
Freedom! '90 est un single de George Michael, issu de l'album Listen Without Prejudice, Vol. 1. Le « 90 » ajouté à la fin du titre permet de ne pas confondre ce morceau avec la chanson Freedom de l'ancien groupe de George Michael : Wham!. Freedom! '90 est le troisième single extrait de Listen Without Prejudice, Vol. 1. George revient au son pop/funk de l'époque Faith avec cette chanson et est un des rares morceaux up-tempo de l'album (L'autre est Soul Free).
C'est un succès, notamment en Amérique du Nord, avec une place de no 1 au Canada et une 8e position dans le Billboard Hot 100 aux États-Unis où le single est certifié or. Ressorti en France en 2016, le single s'est vendu à 800 exemplaires.
Le magazine Rolling Stone, dans son classement de 2021, positionne Freedom! '90 à la 126ème place des 500 plus grandes chansons de tous les temps.

## Clip
Le clip de Freedom! '90 est réalisé par David Fincher. George Michael refuse d'y participer et laisse sa place à un groupe de mannequins populaire (Naomi Campbell, Linda Evangelista, Tatjana Patitz, Christy Turlington et Cindy Crawford). En 1991, Gianni Versace ouvre son défilé avec les mêmes mannequins, sur la chanson Freedom! '90. Dans le clip de D. Fincher, plusieurs objets de la chanson Faith (1987) de George Michael sont symboliquement détruits : la veste en cuir, le juke-box Wurlitzer et la guitare. En effet, au début des années 1990, George Michael souhaite prendre ses distances avec son statut de star, obtenu grâce à Faith.

## Reprise
En 1996, Freedom! '90 est reprise avec succès par Robbie Williams après son départ du groupe Take That.

## Classements et certification
| Classement (1990-91)                   | Meilleure place |
| -------------------------------------- | --------------- |
| Australie (ARIA)                       | 18              |
| Autriche (Ö3 Austria Top 40)           | 25              |
| Belgique (Flandre Ultratop 50 Singles) | 26              |
| Canada (100 Singles)                   | 1               |
| États-Unis (Billboard Hot 100)         | 8               |
| France (SNEP)                          | 23              |
| Irlande (IRMA)                         | 17              |
| Nouvelle-Zélande (RMNZ)                | 13              |
| Pays-Bas (Single Top 100)              | 15              |
| Royaume-Uni (UK Singles Chart)         | 28              |
| Suède (Sverigetopplistan)              | 20              |

| Classement (2016) | Meilleure place |
| ----------------- | --------------- |
| France (SNEP)     | 58              |

| Pays              | Certification |
| ----------------- | ------------- |
| États-Unis (RIAA) | Or            |

## Version de Robbie Williams
Singles de Robbie Williams
Old Before I Die
(1997)
Freedom est le premier single en solo de Robbie Williams sorti en août 1996.
La chanson n'est extraite d'aucun album et apparaît pour la première fois hors single sur la compilation In and Out of Consciousness: Greatest Hits 1990–2010 sortie en 2010.
En Europe, le single obtient en général de meilleurs classements que la version originale de George Michael, notamment au Royaume-Uni où il atteint la 2e place des charts et une certification argent. Il est en revanche absent des classements officiels aux États-Unis et au Canada.

### Classements et certification
| Classement (1996)                       | Meilleure place |
| --------------------------------------- | --------------- |
| Allemagne (Media Control AG)            | 10              |
| Australie (ARIA)                        | 6               |
| Autriche (Ö3 Austria Top 40)            | 19              |
| Belgique (Flandre Ultratop 50 Singles)  | 16              |
| Belgique (Wallonie Ultratop 50 Singles) | 16              |
| Finlande (Suomen virallinen lista)      | 7               |
| Irlande (IRMA)                          | 6               |
| Nouvelle-Zélande (RMNZ)                 | 39              |
| Pays-Bas (Single Top 100)               | 12              |
| Royaume-Uni (UK Singles Chart)          | 2               |
| Suède (Sverigetopplistan)               | 24              |
| Suisse (Schweizer Hitparade)            | 8               |

Certification
| Pays              | Certification |
| ----------------- | ------------- |
| Royaume-Uni (BPI) | Argent        |